# Pediatric Clinics of North America
Pediatric Clinics of North America, abgekürzt Pediatr. Clin. N. Am., ist eine wissenschaftliche Fachzeitschrift, die vom Elsevier-Verlag veröffentlicht wird. Die Zeitschrift erscheint mit sechs Ausgaben im Jahr. Es werden Übersichtsarbeiten aus allen Bereichen der Pädiatrie veröffentlicht.
Der Impact Factor lag im Jahr 2014 bei 2,12. Nach der Statistik des ISI Web of Knowledge wird das Journal mit diesem Impact Factor in der Kategorie Pädiatrie an 35. Stelle von 119 Zeitschriften geführt.